# Aleiodes barnardae
Aleiodes barnardae är en stekelart som beskrevs av Donald L.J. Quicke och Shaw 2006. Aleiodes barnardae ingår i släktet Aleiodes och familjen bracksteklar. Inga underarter finns listade i Catalogue of Life.